# 五十嵐孝司
五十嵐 孝司（いがらし こうじ、1968年3月17日 - ）は、日本のゲームクリエイター（ゲームデベロッパー）、脚本家、作詞家、実業家。クリエイター名「IGA」。(株)ArtPlay代表取締役プロデューサー。福島県出身。

## 概要
1990年にプログラマーとしてコナミ（現:コナミデジタルエンタテインメント）に入社。PCエンジン用ゲームソフトの開発等を経て、1994年に大ヒット作となった『ときめきメモリアル』の開発に携わったのち、1997年の『悪魔城ドラキュラX 月下の夜想曲』でアシスタントディレクター、2000年の『エルダーゲート』でディレクターとなり、2001年の『悪魔城年代記 悪魔城ドラキュラ』（移植作品。オリジナル作品は翌年の『キャッスルヴァニア 白夜の協奏曲』から）以降は同シリーズやその他のコナミのゲームのプロデューサーとなり関わった。2014年にコナミを退社後、Artplayを馮剛と共同創業し、2019年に『ブラッドステインド:リチュアル・オブ・ザ・ナイト』をリリースした。

## 生い立ち
五十嵐は1968年3月17日に福島県で生まれた。彼の父は樵だった。幼少時の五十嵐は大工になることに興味を持ち、その後、芸術家を目指すようになった。10代のころ、彼はビデオカメラを持って近くにある白河小峰城を探検していた。10歳のときにプレイしたアタリのテニスゲーム『ポン』が彼にとって最初のビデオゲーム体験であり、その2年後の『クレイジー・クライマー』がゲーム作りを志すきっかけとなった。彼は独学でコンピュータプログラム言語BASICとアセンブリ言語を学び、自作ゲームを作った。大学在籍時にGrafikaという会社から内定を受けたが、その会社では働きたくなかったため辞退し、次に内定を出したコナミに就職した。

## 経歴

### コナミ時代（1990年 - 2014年）
1990年の大学卒業後、コナミに入社した。彼が最初に関わったプロジェクトは、教育ソフト部門でシミュレーションゲームのプログラマーだった。そのゲームは経営シミュレーションであり、開発チームは『ファイアーエムブレム』の影響を受けていたが、12ヶ月後に開発が中止された。彼はコンシューマー部門に移り、PCエンジン版『出たな!!ツインビー』の敵プログラムを手掛けた。
PCエンジンSUPER CD-ROM2用恋愛シミュレーションゲーム『ときめきメモリアル』では、彼はプログラマーとして働きつつ、ストーリー執筆を担当した。
当時交際していた女性（後に妻となる人物）もコナミの従業員で、彼女は『悪魔城ドラキュラX 血の輪廻』に携わっていた。彼女は五十嵐に『ときめきメモリアル』のストーリーの書き方をアドバイスし、五十嵐は休憩時間に『血の輪廻』をプレイしていたという。五十嵐は『ときめきメモリアル』の続編を手がけるようにと上司に言われたが、その気がないことを上司に伝え、異動を願い出た。『ときめきメモリアル』の売れ行きが好調だったため上司もそれを受け入れ、五十嵐は希望する『悪魔城ドラキュラ』の東京開発チーム（悪魔城ドラキュラ開発チームは複数あった）へと加わった。
その開発チームはスーパー32X用の『悪魔城ドラキュラ』シリーズ作の開発を始めたが、失敗に終わった32XよりもPlayStationに注力するというコナミの判断により同作の開発は中止された。次のプロジェクトはPlayStation用ゲーム『悪魔城ドラキュラX 月下の夜想曲』で、五十嵐は古川敏治と共作したシナリオとプログラムを担当した。同作の制作中も五十嵐は引き続き『ときめきメモリアル』に関わっており、『ときめきメモリアル』と『月下の夜想曲』の開発を行き来していた。同作の制作途中にはディレクターの萩原徹がプロデューサーに昇進してプロデューサーとディレクターを兼任するようにもなり、五十嵐はアシスタントディレクターに昇格している。同作への批評家からの評価は高く、後に「メトロイドヴァニア」と呼ばれるジャンルに影響を与えたが、売り上げには繋がらなかった。
『月下の夜想曲』のリリース後、2000年に発売されたPlayStation用RPG『エルダーゲート』のディレクターを務めた。シナリオを重視した大作主義のRPGは一旦中断すると再開後にプレイ意欲をなくしてしまうという五十嵐の体験から、気が向いたときにプレイでき、プレイするたびに新鮮さを感じられるようなゲームを作りたかったと語る。同作は『ファミ通』で40点中22点の評価を受けた。
その後、1993年に発売されていたX68000用ゲーム『悪魔城ドラキュラ』のPlayStationへのアレンジ移植作となる『悪魔城年代記 悪魔城ドラキュラ』でプロデューサーを務め、ゲームボーイアドバンスでの『悪魔城ドラキュラ』シリーズ2作目となった『キャッスルヴァニア 白夜の協奏曲』ではプロデューサー兼シナリオを務めた。同作は『月下の夜想曲』のようなゲームを作ることを目指しており、『月下の夜想曲』のキャラクターデザインを手掛けた小島文美を復帰させたこともその一環だった。五十嵐はゲームボーイアドバンス前作『悪魔城ドラキュラ サークル オブ ザ ムーン』時のゲーム機画面が暗すぎると感じており、ゲーム画面をより明るくする必要性を感じていた。
コナミ在籍中の五十嵐は、しばしばカウボーイハットを被って革製の鞭を振り回す姿で表にあらわれ、E3などのメディアイベントにもその格好で登場した。

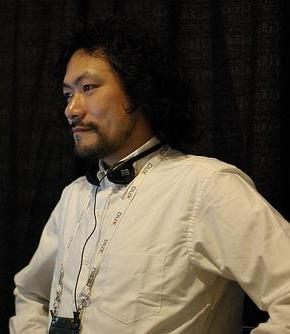
コナミ時代（2007年）

2007年3月、ライターのウォーレン・エリスは、『悪魔城伝説』のDVDアニメの制作を五十嵐と共同で進めていることを発表した。エリスは、新たなバックストーリーの執筆を含め、同作をシリーズの時系列に合わせるために五十嵐とどのように協力したのか、プリプロ用の資料を8回も書き直すように五十嵐が求めたことを明かした何年にもわたる開発地獄を経て、同プロジェクトは2017年に『悪魔城ドラキュラ -キャッスルヴァニア-』としてネットフリックスで公開された。
2008年の東京ゲームショウで五十嵐は漆黒の闇を纏いし呪われた血族を主役に据えたPlayStation 3とXbox 360で発売を予定する新作ゲームのティザー映像を披露した。五十嵐はのちに、同プロジェクトには多くの時間と予算が費やされていたにも関わらず開発は順調ではなかったことを明かしている。並行してスペインのデベロッパーMercurySteamが五十嵐とは別で『悪魔城ドラキュラ』シリーズの新作プロトタイプを制作していたが、五十嵐はそれが自身のプロジェクトよりもよく見えたと語る。コナミは五十嵐のプロジェクトの中止を決定し、2010年にMercurySteam開発による『キャッスルヴァニア ロード オブ シャドウ』を発売している。五十嵐はその後の2D『悪魔城ドラキュラ』タイトルについての企画提案は行っていない。
2011年のXbox 360用横スクロールシューティングゲーム『オトメディウス エクセレント!』、Kinect用ゲーム『リードミーズ』のプロデューサーを務めたほか、ニンテンドーDS用ゲーム『ヒラメキパズル マックスウェルの不思議なノート』のローカライズにも携わった。2011年末、彼はコナミのソーシャル部門に異動になった。
コナミのビジネスモデルがモバイルゲーム開発にシフトしていくなか、五十嵐はコンシューマーゲームのようにプレイできるモバイルゲームを開発しようと試みたが、タイトルをリリースできなかった。五十嵐は自らのコンシューマーゲームでの経験が、ソーシャルゲームへの躍進を妨げていると感じた。2014年3月にコナミを退職した。
五十嵐は『悪魔城ドラキュラ』シリーズで一番気に入っている作品について、開発に携わったものの中では『月下の夜想曲』を挙げ、シリーズ全体では『悪魔城伝説』を挙げており、サウンドの良さと世界設定が最も好きな理由としている。ほかにはシリーズに変化をもたらした作品であるとして自分がプロデュースした『キャッスルヴァニア 〜暁月の円舞曲〜』をお気に入りに挙げている。

### Artplayを起業（2014年 - 現在）

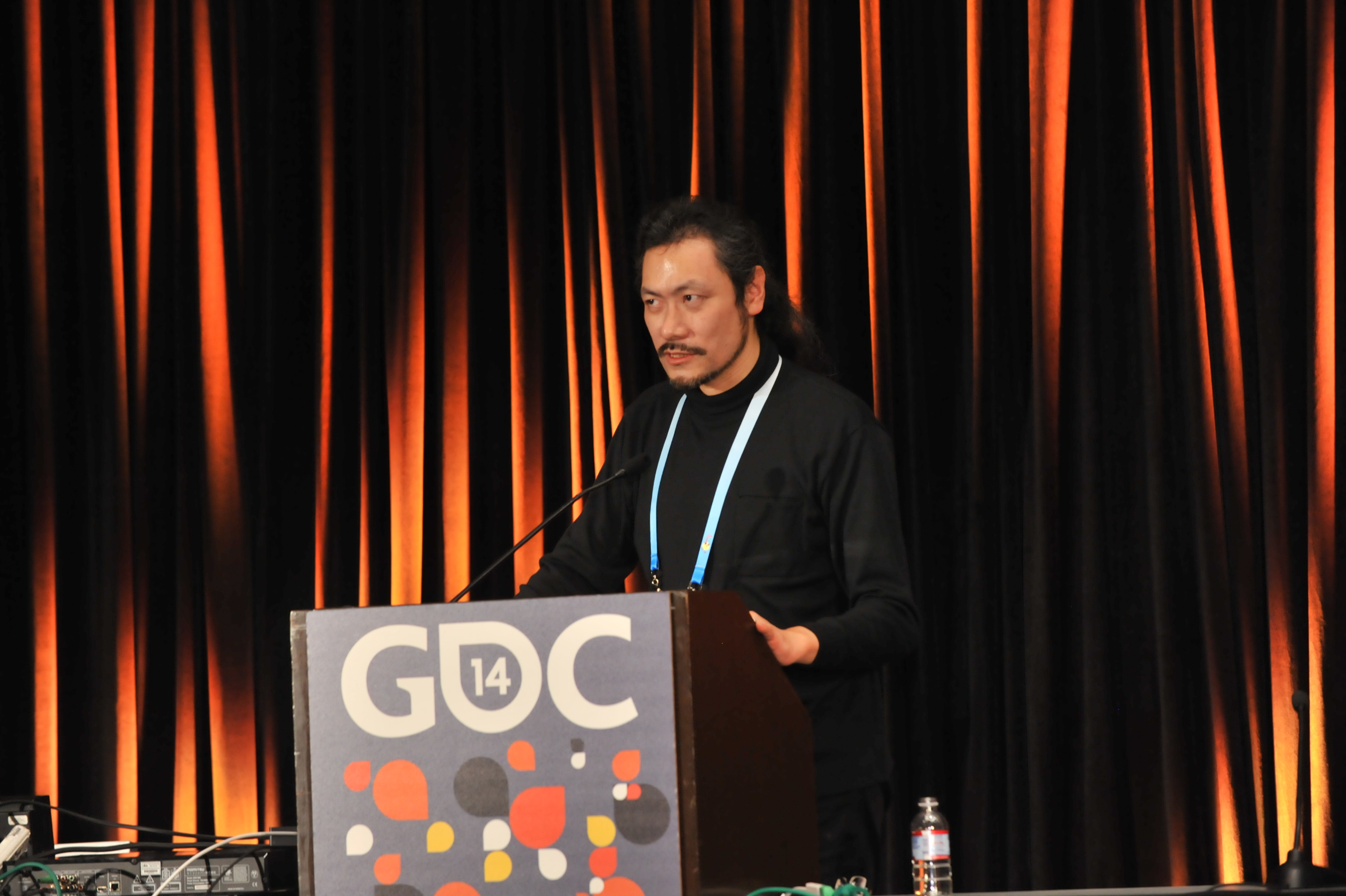
独立した頃（2014年）

2014年、五十嵐はコナミを退社して独立し、新たにコンシューマーゲームに出資してくれるパブリッシャーを探す。そして同年9月、株式会社ArtPlayを設立。中国人実業家の馮剛がCEOを、五十嵐がチーフプロデューサーを務めている。五十嵐はコナミでモバイルゲームの開発をしていたときに取引先の馮と知り合ったが、そのゲームは日の目を見ることはなかった。ふたりはともに以前の会社を去り、馮は新たに設立したモバイルゲーム会社に五十嵐を誘ったが、五十嵐は当初モバイルゲームには携わりたくないとして断っていた。 ArtPlayは中国と日本に事業所を持ち、五十嵐は日本で働いている。同社はモバイルゲームとコンシューマーゲームの両方を手がける会社となることを目標としており、モバイルゲームの利益がコンシューマーゲームの開発につながり、コンシューマーゲームからモバイルゲームのスピンオフが生まれるとしている。2015年、五十嵐は中国で開催されたChinajoyゲーム開発者カンファレンス (CDGC) に出席した。
カプコンを離れて自らのスタジオを設立した稲船敬二がKickstarterを介して新作ゲーム『Mighty No. 9』のクラウドファンディングを実施したことに触発され、五十嵐は新しいプロジェクトのためのKickstarterキャンペーンを立ち上げた。キャンペーン開始の1か月前、五十嵐は2 Player Productionsの協力を得て、カリフォルニア北部にあるカステッロ・ディ・アモロサでトレイラービデオを撮影した。
2015年5月、探索型の悪魔城ドラキュラシリーズのようなメトロイドヴァニアスタイルのゲーム『ブラッドステインド:リチュアル・オブ・ザ・ナイト』は50万USドルを募ったが、開始から数時間で資金を調達した。最終的には550万USドルを集め、約2ヶ月後にシェンムーIIIによって追い抜かれるまでKickstarterプラットフォームで最も成功したビデオゲームになった。『ブラッドステインド:リチュアル・オブ・ザ・ナイト』は2019年6月にマルチプラットフォームでリリースされ、好意的なレビューを受けた。 ただし、一部のKickstarter支援者向け特典は、当初に提示された送付期限である2017年3月を大幅に過ぎているにも関わらず、未だに発送されていない。例えば、Steamプラットフォーム向けの特典であるゲームソフトの物理コピーや特製ケースは、同ゲームの開発が完了した時点で送付されることが発表されたが、それがいつになるのかは明言されないまま8年以上が経過している上（2025年3月時点）、開発の進捗状況についても報告が少なくなっている（2022年8月24日の進捗報告を最後に更新は途絶え、一部の支援特典も未だに発送される見込みがない） 。このような事態が誓約の不履行であるとして、支援者から不満の声も上がっている。 一方で、同作のほかにArtPlayは2015年にモバイルゲーム『Code S Plan』も発表した。
2018年10月、五十嵐はセガとの協業による新たなモバイルゲーム『リボルバーズエイト』を発表した。プレイヤー対プレイヤーのリアルタイムストラテジーゲームである同作は、2019年1月にiOSとAndroidでリリースされた。

## 作品
コナミ制作作品
- 出たな!!ツインビー（PCエンジン移植版プログラマ）
- グラディウスII -GOFERの野望-（PCエンジン移植版プログラマ）
- ときめきメモリアル（シナリオ、プログラマ、歌の作詞、サブゲーム等）
- エルダーゲート（ディレクター、プログラマ）
- ナノブレイカー（プロデューサー、シナリオ）
- オトメディウス エクセレント!（プロデューサー）
- リードミーズ（プロデューサー）
- 悪魔城ドラキュラシリーズ
  - 悪魔城ドラキュラX 月下の夜想曲（アシスタントディレクター、シナリオ（古川敏治と共同）、プログラマ）
  - 悪魔城年代記 悪魔城ドラキュラ（プロデューサー）
  - キャッスルヴァニア 白夜の協奏曲（プロデューサー、シナリオ）
  - キャッスルヴァニア 〜暁月の円舞曲〜（プロデューサー、シナリオ）
  - キャッスルヴァニア（プロデューサー、シナリオ）
  - 悪魔城ドラキュラ 蒼月の十字架（プロデューサー、シナリオ）
  - 悪魔城ドラキュラ 闇の呪印（プロデューサー、シナリオ）
  - 悪魔城ドラキュラ ギャラリー オブ ラビリンス（プロデューサー、シナリオ（山口裕土と共同））
  - 悪魔城ドラキュラ Xクロニクル（プロデューサー）
  - 悪魔城ドラキュラ 奪われた刻印（プロデューサー）
  - 悪魔城ドラキュラ ジャッジメント（プロデューサー、シナリオ）
  - ドラキュラ伝説 ReBirth（プロデューサー）
  - 悪魔城ドラキュラ ハーモニー オブ ディスペアー（プロデューサー）
- ヒラメキパズル マックスウェルの不思議なノート（日本移植版プロデューサー、日本語ローカライズ）[38][39]

その他制作作品
- ブラッドステインド:カース・オブ・ザ・ムーン - 後述の『リチュアル・オブ・ザ・ナイト』制作時にKickstarterによる一般からの資金援助が一定額に上った事によって製作されたスピンオフ作品。開発・発売はインティ・クリエイツ。
- ブラッドステインド:リチュアル・オブ・ザ・ナイト（プロデューサー、シナリオ、DLCの敵キャラクター「IGA」の声） - Kickstarterによる一般からの資金援助募集作品。発売元は505 Games。
- ブラッドステインド:カース・オブ・ザ・ムーン2 - 開発・発売はインティ・クリエイツ。
- R-TYPE FINAL2（制作協力） - 開発・発売はグランゼーラ。